# 121-й мотострелковый полк
121-й мотострелковый Краснознамённый полк (сокр. 121 мсп) — тактическое формирование Сухопутных войск СССР.
Полк принимал участие в Гражданской войне в России. В Великой Отечественной войне участвовал в Краснодарской наступательной операции и в Северо-Кавказской стратегической наступательной операции, Новороссийско-Таманской операции, Висло-Одерской наступательной операции, Львовско-Сандомирской наступательной операции, Моравско-Остравской наступательной операции и Пражской операции.

## История

### Формирование
- Полк сформирован в марте 1921 года по личному указанию В. И. Ленина под руководством С. Орджоникидзе и получил наименование 1-й Грузинский рабоче-крестьянский полк. Со дня своего рождения и по декабрь 1924 года его подразделения принимали участие в разгроме банд грузинских меньшевиков.
- 13 декабря 1924 года полку вручено Боевое Красное знамя.
- В 1939 году вошёл в состав 9-й горнострелковой дивизии.

### В годы войны
.

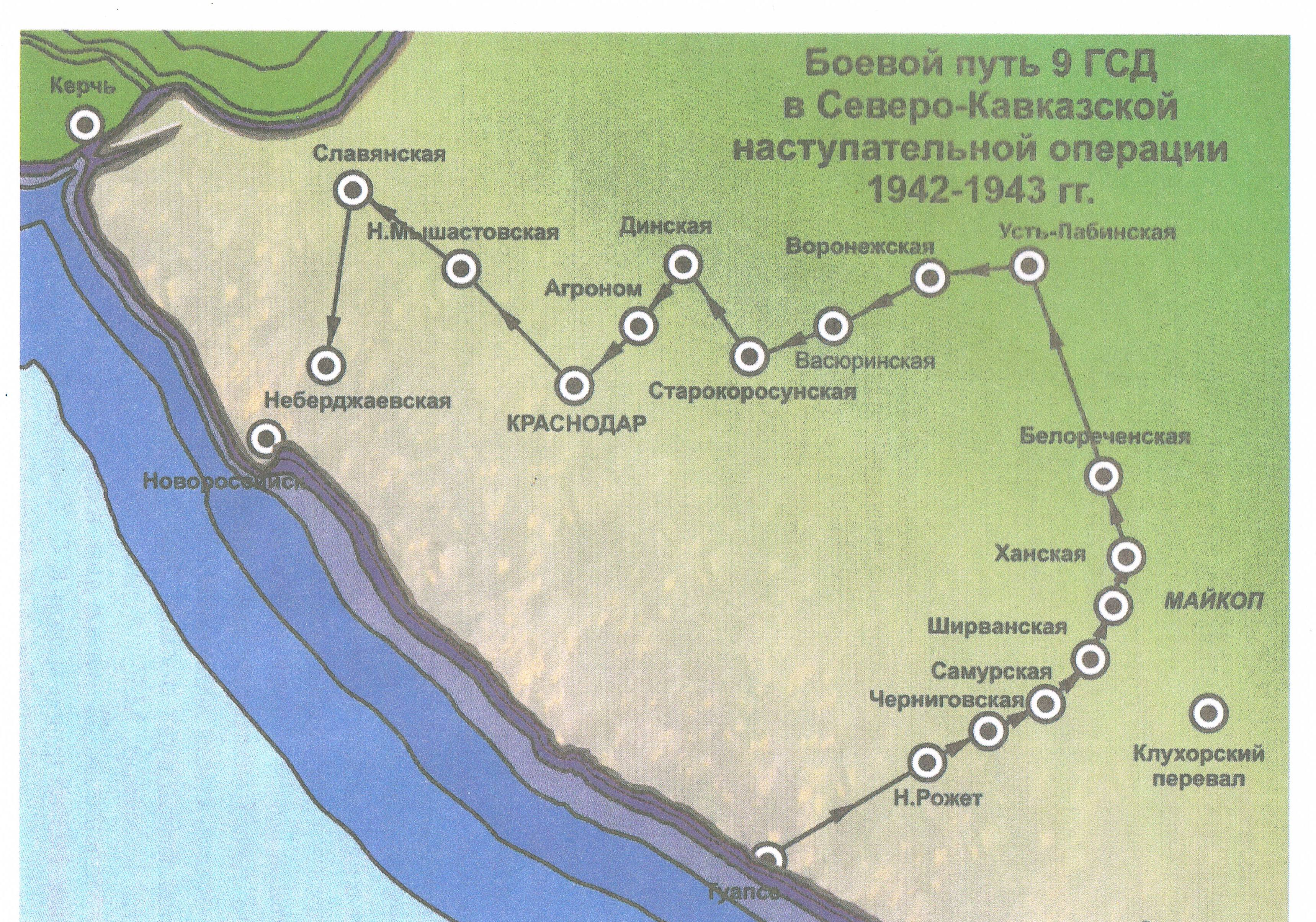
Боевой путь 121-го горнострелкового полка в составе 9-й гсд в Северо-Кавказской наступательной операции. 1942—1943 гг.

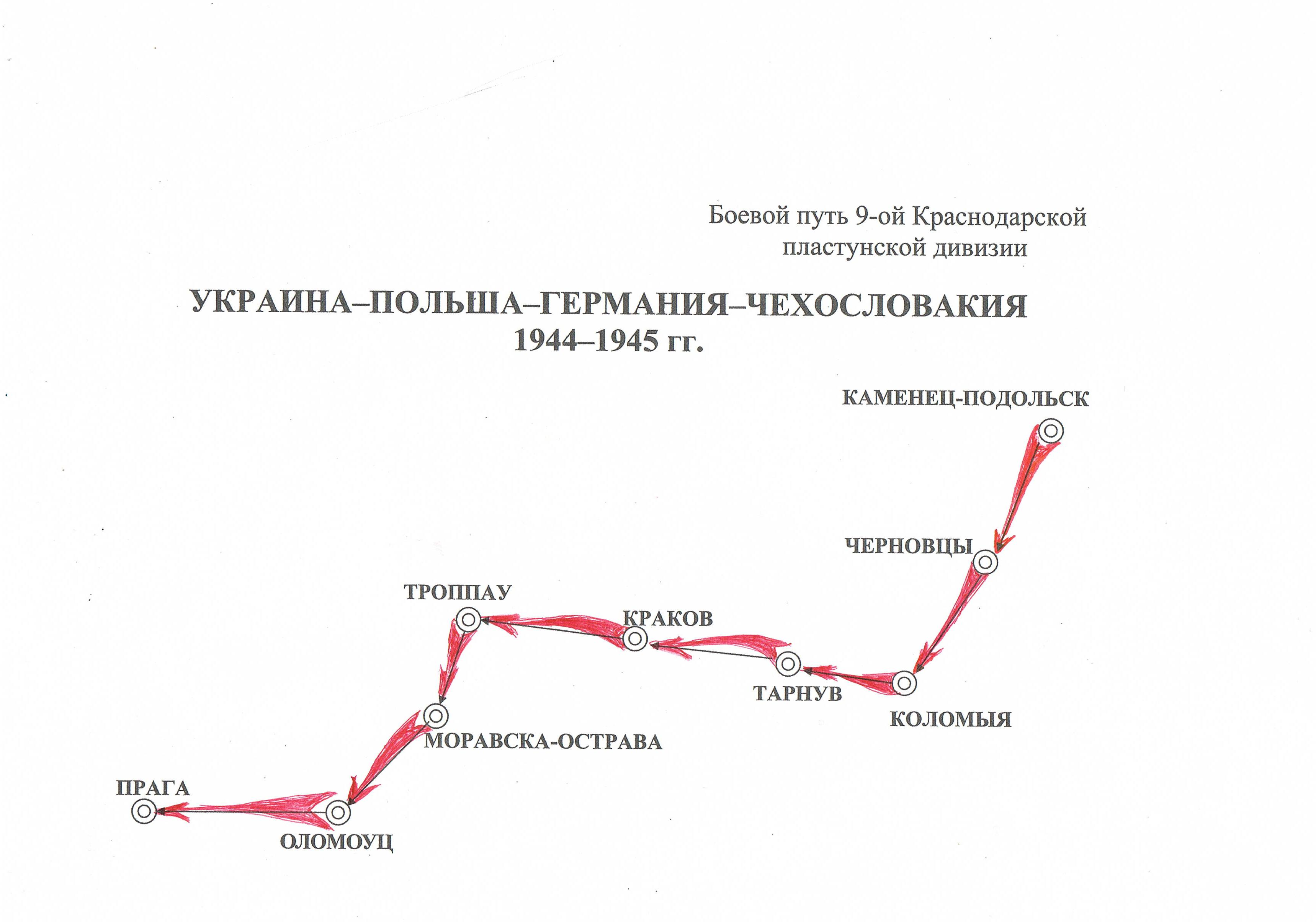
Боевой путь 121-го пластунского стрелкового полка в составе 9-й пластунской стрелковой дивизии Схема. 1943—1945

Участвовал в Краснодарской наступательной операции и в Северо-Кавказской стратегической наступательной операции, Новороссийско-Таманской операции, Висло-Одерской наступательной операции, Львовско-Сандомирской наступательной операции, Моравско-Остравской наступательной операции и Пражской операции.
В августе 1942 года 121-й горнострелковый полк с 1-м дивизионом 256-го артиллерийского полка, переподчинённый непосредственно командующему 46-й армией, переброшен в район Сухуми и 27 августа 1942 года впервые вступил в бой с немецкой 1-й горнопехотной дивизией 49-го горного армейского корпуса 17-й армии на Клухорском перевале в районе села Гвандри.
Они были переброшены из Батуми в Сухуми по железной дороге и морем. Первыми выгрузились артиллеристы. Разобрав горные пушки и навьючив их на лошадей, они сразу же выдвинулись в горы, на Клухорский перевал. Совершили тяжёлый 75-километровый марш по горной дороге, предварительно подготовленной нашими сапёрами к взрыву. Местами дорога (тропа) сужалась до 1 метра, извиваясь над глубокими ущельями с отвесными стенами. По этой причине дивизион был вынужден передвигаться растянутой цепью и вступал в бой по частям, по мере подхода артиллерийских батарей к месту назначения, к своим боевым порядкам. Артиллеристы 1-го дивизиона 256-го артиллерийского полка с позиций у села Гвандры поддерживали своим огнём пехотинцев 121-го гсп.
С утра 21 августа передовая рота 121-го горнострелкового полка под командованием старшего лейтенанта И. И. Табакина атаковала противника и уничтожила до двух рот прорвавшихся фашистов. Ожесточённые бои за Клухорский перевал продолжались до середины октября 1942 года.
Во второй половине сентября в горах резко похолодало, начался обильный снегопад, закрывший перевалы.
Боевые действия в этом районе были прекращены.
121-й горнострелковый полк 13 декабря 1942 года был награждён Орденом Красного Знамени. В этом бою погиб командир 121-го гсп майор Иван Аршава (награждён орденом Ленина).
В декабре 1942 года полк переброшен из Батуми в Сухуми далее своим ходом в Лазаревскую, оттуда в горы для соединения со своей дивизией. Затем — освобождение городов и сел Кубани от фашистов: Нефтегорская, Апшеронская, Ханская, Белореченская, форсировали р. Кубань освободили Васюринская, Воронежская, Корсунская, совхоз «Агроном», Динская. Полк участвовал в освобождении Краснодара и водрузил Красное Знамя над зданием Крайкома.
Участвовал в освободительном походе по землям Польши и Чехословакии.

### Послевоенные годы
Полк в составе дивизии возвращается на Кубань.
В послевоенный период с сентября 1945 года 121-й пластунский стрелковый полк дислоцировался в Краснодаре.
- С июня 1946 года — дивизия скадрована (9-я отдельная кадровая пластунская стрелковая бригада) (комбриг генерал-майор Шагин А. И.) в составе 29-го ск дислоцируется в Краснодаре. Части также были скадрованы и 121-й пластунский стрелковый полк получил наименование 153-й отдельный пластунский кадровый батальон.
- С 9 июня 1949 года вновь дивизия развёрнута, как 9-я горнострелковая дивизия. Полк получил наименование 121-й горнострелковый полк.
- С 17 января 1950 года передислоцирован в Майкоп (ныне Республика Адыгея).
- С 1950 по 1992 год 121-й горнострелковый (с 1957 мотострелковый) Краснознамённый полк в составе 9-й мотострелковой Краснодарской Краснознамённой орденов Кутузова и Красной Звезды дивизии имени Верховного Совета Грузинской ССР дислоцировался в Майкопе Республики Адыгея.
- В 1957 году горнострелковый полк переформировывается в мотострелковый полк .
- 19 февраля 1970 года полк в составе дивизии отмобилизована до штатов военного времени и принял участие в стратегических манёврах «Двина» c оценкой «отлично». За образцовое выполнение воинского долга Министр обороны СССР объявил всему личному составу благодарность. А дивизия за высокие показатели в боевой и политической подготовке награждена юбилейной грамотой ЦК КПСС Президиума Верховного Совета СССР и Совета Министров СССР и занесена в Книгу почёта Краснознамённого СКВО.

В 1990 году 121-й мотострелковый Краснознамённый полк (командир полковник Чирков, Виктор Петрович) имел: 31 Т-72, 5 БМП-2, 1 БМП-1, 2 БРМ-1К, 7 БТР-80, 4 ПМ-38, 8 2С12 «Сани», 6 Р-145БМ, 1 ПУ-12, 1 МТУ-20.

### Расформирование
В 1992 году полк был переформирован в 527-й отдельный мотострелковый батальон 131-й отдельной мотострелковой бригады

## Командование

### Командование в годы Гражданской и Великой Отечественной войны
Командиры полка
- 1941—1942 майор Аршава, Иван Иванович
- 1943—1945 полковник Строков Семён Сергеевич
- 1945 полковник Капитонов Михаил Михайлович
- 1945 полковник Науменко Г. П.

Заместитель командира по политической части
- 1944—1945 подполковник Гах Иван Леонтьевич
- 1945 майор Малоштанов Георгий Ефимович

### Командование после войны
Командиры полка
- 1982—1984 подполковник Зорин, Владимир Алексеевич
- 1984—1985 подполковник Ишков, Николай Григорьевич
- 1988—1992 полковник Чирков, Виктор Петрович

Заместители командира полка по политчасти
- майор Минибаев, Наиль Фаридович
- майор Гарипов

Начальники штаба полка
- 1983—1984 майор Ишков, Николай Григорьевич
- 1984—1985 подполковник Чирков, Виктор Петрович

## Отличившиеся воины полка
- Командир полка майор Аршава, Иван Иванович Награждён орденом Ленина посмертно
- нш 121-го мсп Самсонов, Виктор Николаевич (род. 10 ноября 1941, Духовницкий район, Саратовская область, РСФСР, СССР) — советский и российский военный деятель, начальник Генерального штаба ВС РФ (1996—1997), генерал армии.